# Richard Wilson (malíř)
Richard Wilson (1. srpna 1714 – 15. května 1782) byl velšský malíř. Narodil se ve vesnici Penegoes. V roce 1729 odešel do Londýna, kde se věnoval převážně portrétům. Později strávil několik let v Itálii. Věnoval se převážně krajinám. Namaloval například jezero Cadair Idris nebo hrady Dolbadarn a Caernarfon. Zemřel v Colomendy nedaleko vesnice Llanferres v severním Walesu ve věku 67 let. Pochován byl v Kostele Panny Marie v obci Mold.